# 최봉 (독립운동가)
최봉(崔鳳, 1887년 8월 5일 ~ ?)은 대한제국 독립운동가이다.

## 생애

### 일생
1909년 음력 5월과 1909년 음력 6월 사이 강원도 영월군(寧越郡)과 강원도 평창군(平昌郡) 등지에서 군자금 등을 모집하다 체포되어 옥고를 치렀다.
지난 1907年度 8月, 일제가 대한제국 군대를 강제 해산한 이후 의병들은 경술국치 사건에 이르기까지 계속하여 일제에 무력으로 저항하였는데 그는 강원도 평창군 미탄면(美灘面)과 대화면(大和面), 원주군(原州郡) 문막리(文幕里)와 충북 지역에서도 활동하였다. 1909년 음력 5월 20일 강원도 영월군 수주면(水周面) 하일리(夏日里)에서 현금 2원을 모집하였다. 1909년 음력 6월에는 황순팔(黃順八)과 함께 정선군(旌善郡) 서면(西面) 만지산리(萬支山里)에서 현금 50전, 백목면(白木綿)을 모집하는 등의 활동을 하다 체포되었다. 황순팔은 1909년 5월 2일 강원도 평창군 미탄면(美灘面)ㆍ대화면(大和面)에서 활동하였으며, 이성덕 의진(李聖德 義陣)에 들어가 군수품을 모집하고, 일본군 수비대의 밀정을 처단하는 등의 활동을 하였다. 결국 1909년 8월, 일경에 체포되어 1년 후 1910년 5월 23일 경성지방법원(京城地方法院)에서 이른바 강도죄가 적용됨으로 인하여 징역 13년형을 선고받았다. 1912년 9월 13일 대사령에 의해 징역 6년 6개월형, 1914년 5월 24일 칙령 제104호에 의해 징역 5년 9개월형으로 감형되어 옥고를 치렀다. 그 훗날 1915년 6월, 만기출감을 하였다.

## 사후
대한민국 정부에서는 고인의 공훈을 기리고자 2016년 6월 6일을 기하여 건국훈장 애족장을 추서하였다. 